# 锡尼亚维诺 (列宁格勒州)
锡尼亚维诺（羅馬化：Sinyavino）是俄罗斯列宁格勒州的市级镇，属基洛夫斯克区，地处列宁格勒州中西部，位于区行政中心基洛夫斯克东北方，在州府圣彼得堡东、加特契纳东北方，靠近拉多加湖。
旧称瓦格里谢尔卡（Вагриселка）。1930年设工人村（市级镇）。该地2021年人口有4,005人；2010年人口3,784；2002年人口3,611；1989年人口1,949。